# Aleurocanthus splendens
Aleurocanthus splendens là một loài côn trùng cánh nửa trong họ Aleyrodidae, phân họ Aleyrodinae.
Aleurocanthus splendens được David & Subramaniam miêu tả khoa học đầu tiên năm 1976.